# Planejamento operacional
O planejamento operacional (português brasileiro) ou planeamento operacional (português europeu) é a formalização dos objetivos e procedimentos a seguir, principalmente através de documentos escritos das metodologias de desenvolvimento é implantações estabelecidas  e é desenvolvido pelos gerentes de primeira linha (supervisores, gerentes de departamento, etc...). É também um componente dos planos de marketing, e é um documento bastante útil na gestão de projetos.
Planejar, ou fazer planos, consiste basicamente é estabelecer o que fazer, quando fazer, como fazer, quem fazer e em que sequência fazer. É uma atividade que esta presente no dia a dia de qualquer ser humano, embora não de forma estruturada, como se faz necessário quando está em jogo o futuro de uma organização. (BARROS NETO, 2002, p. 87).
Os procedimentos a tomar para a elaboração de um plano operacional são os seguintes:
- Análise dos objetivos - Que objetivos pretendemos atingir com este plano operacional?
- Planeamento do uso do tempo - Geralmente é elaborado um cronograma para facilmente se visualizar a evolução do plano.
- Planeamento dos recursos - Que recursos são necessários para realizar este plano? Devem ser incluídas todas as pessoas, informações, custos financeiros, etc.
- Avaliação dos riscos - O que acontece se as coisas não correrem como planejado?

Essa metodologia é extremamente válida para redução de riscos, desperdício de tempo e recursos. São analisados os aspectos que envolvem determinada operação, tornando eventuais erros mais escassos.